# Schiuma della terra
Schiuma della terra è un libro di memorie dello scrittore Arthur Koestler, pubblicato nel 1941, nel quale egli descrive la sua vita in Francia tra il 1939 e il 1940, dove il caos prevalente e l'impreparazione militare portarono al collasso il Paese nella seconda guerra mondiale. Koestler vi racconta le sue tribolazioni di esule ebreo, fra internamenti in campi di concentramento e la fuga, via Nordafrica e Portogallo, in Inghilterra.

## Trama
Il racconto inizia nell'estate del 1939 in Francia e si conclude l'anno successivo con la disfatta del Paese, ormai sconfitto dalle armate tedesche della Germania di Hitler nel 1940. Il libro si divide in due parti: la prima è il racconto della detenzione dell'autore nel Campo d'internamento di Le Vernet; la seconda il suo peregrinare per il sud della Francia, e di qui verso l'Algeria, per poter fuggire e raggiungere l'Inghilterra. La descrizione apocalittica di Koestler rievoca quanto accadde in Francia in quei mesi e lo spirito di capitolazione che animava la maggior parte della popolazione. L'arbitrarietà degli arresti e degli internamenti che colpiscono i cittadini stranieri - gli esuli antifascisti dai propri Paesi - lascia stupefatti, anche per le spaventose condizioni di vita cui erano lasciate le persone: l'unica colpa era quella di avere nazionalità diversa, non importa se di un paese neutrale o tedesca. Anzi, si giunge paradossalmente a considerare migliore la condizione degli internati tedeschi e dei prigionieri militari. 
La disfatta che colpisce i francesi li rende passivi davanti ad un governo che è di fatto di occupazione e che non ha alcuna remora a operare un clamoroso voltafaccia accanendosi sui civili stranieri. Pétain e il suo governo installato a Vichy non rappresentano il male minore di una sconfitta, ma ne sono l'espressione più bassa in ogni azione e atteggiamento. Emerge la Francia che già si era avviata verso un declino inevitabile per l'arroganza e il provincialismo dei suoi governanti; una Francia il cui egoismo è tra le principali cause della sconfitta; una Francia che consegna i fuoriusciti tedeschi ai nazisti; una Francia dove trovano la morte, per suicidio o per sfinimento, decine di persone che rappresentavano l'intellighenzia europea e che si attendevano protezione e sicurezza della propria vita; una Francia razzista dove la disinformazione è la prima fonte di una cultura sbagliata.
Il campo di Vernet è un buon esempio: Koestler vi incontra Leo Valiani (Mario), che all'epoca non aveva ancora trent'anni, e ne traccia un ritratto che è la migliore testimonianza del carattere e della dignità di quest'uomo. Le condizioni di vita, o meglio di precaria sopravvivenza, sono pressoché riconducibili a quelle dei campi di concentramento tedeschi. Malnutrizione, lavoro forzato, condizioni igieniche inesistenti, sovraffollamento, tutto il campionario che abbiamo conosciuto della bassezza umana di alcuni carcerieri. Il problema è che anche qui, più ancora di quanto avvenne per i campi nazisti, non esiste la colpa da espiare, non si sa quale sia l'accusa, se non il fatto di essere stranieri o, peggio, stranieri ed ebrei.
Parossistica è la vicenda che segue la liberazione dal campo di Vernet, con l'arruolamento di Koestler nella Legione straniera e il suo vagare di caserma in caserma senza riuscire a raggiungere la destinazione logistica di Marsiglia e poi Orano.
Le strade occupate dai francesi in fuga a sud dall'esercito tedesco invasore, l'esercito francese che si sfalda – la memoria va all'8 settembre 1943 italiano - gli ufficiali che non sono da meno della truppa, i proclami del nuovo governo che accusano l'Inghilterra di aver trascinato la Francia in una guerra inutile. C'è tutta la caricatura di una nazione e di un popolo che chiedono solo di essere lasciati in pace e di ritornare alle occupazioni quotidiane; il nuovo slogan della Francia è Travail, Famille, Patrie al posto di Liberté, Égalité, Fraternité. Charles de Gaulle è ancora uno sconosciuto, il movimento della Resistenza ancora non esiste.

## Edizione italiana
- Arthur Koestler, Schiuma della terra, traduzione di Nadia Conenna, Bologna, Il Mulino, 1989,  p. 260, ISBN 978-88-150-2401-5.

| Controllo di autorità | GND (DE) 1292912111 |